# Arcidiocesi di Tangeri
L'arcidiocesi di Tangeri (in latino Archidioecesis Tingitana) è una sede della Chiesa cattolica in Marocco immediatamente soggetta alla Santa Sede. Nel 2023 contava 3.000 battezzati su 4.539.580 abitanti. È retta dall'arcivescovo Emilio Rocha Grande, O.F.M.

## Territorio
L'arcidiocesi comprende la città di Tangeri e la costa mediterranea del Marocco corrispondente alla parte settentrionale dell'antico protettorato spagnolo.
Sede arcivescovile è la città di Tangeri, dove si trova la cattedrale di Nostra Signora di Lourdes.
Il territorio è suddiviso in 7 parrocchie.

## Storia

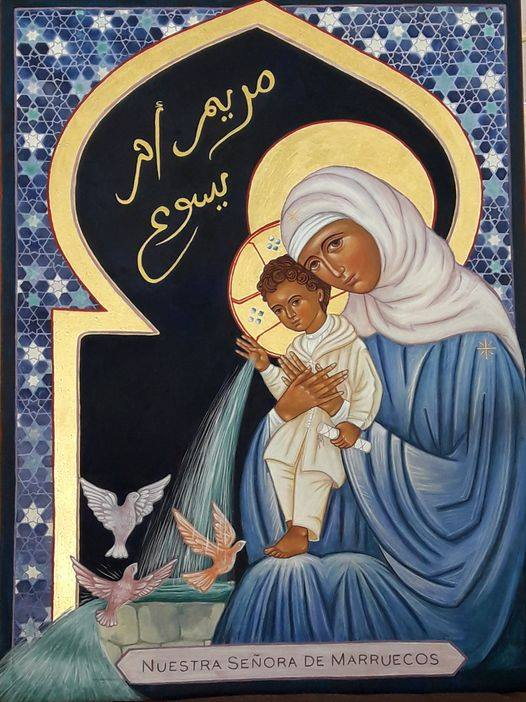
Icona di Nostra Signora del Marocco, monastero dei carmelitani scalzi di Tangeri.

La città di Tangeri fu occupata definitivamente dai portoghesi nel 1471. Al seguito del re Alfonso V vi era anche Nunius Álvarez, che fin dal 1469 ebbe il titolo di vescovo di Tangeri. La sede fu canonicamente eretta da papa Sisto IV il 21 agosto 1472 con la bolla Clara devotionis, ricavandone i territori dalla diocesi di Ceuta (oggi diocesi di Cadice e Ceuta). Originariamente era suffraganea dell'arcidiocesi di Lisbona (oggi patriarcato).
Il 12 gennaio 1514 cedette una porzione del suo territorio a vantaggio dell'erezione della diocesi di Funchal.
Il 29 settembre 1540 entrò a far parte della provincia ecclesiastica dell'arcidiocesi di Évora.
Il 9 giugno 1570 le sedi di Tangeri e di Ceuta (oggi diocesi di Cadice e Ceuta) furono unite.
A causa di conflitti tra la Santa Sede e il padroado portoghese, la diocesi di Tangeri-Ceuta rimase vacante per alcuni decenni intorno alla metà del XVII secolo, finché Roma, il 16 dicembre 1675 abolì l'unione tra le due sedi e ristabilì la diocesi di Ceuta, cui furono uniti i territori dell'antica sede di Tangeri, contestualmente soppressa.
Nel frattempo a Tangeri fu stabilita, fin dal 28 novembre 1630, una prefettura apostolica del Marocco, affidata ai francescani spagnoli della provincia di San Diego di Alcalá in Andalusia.
Il 13 luglio 1693 Propaganda Fide eresse la prefettura apostolica in vicariato apostolico, nominando come primo vicario apostolico il francescano Diego Ortega de Escacena; ma la morte di questi nel 1696 e l'opposizione del governo spagnolo all'erezione del vicariato apostolico fecero fallire l'iniziativa della Santa Sede.
Questo andò a detrimento della missione in Marocco, che entrò in una crisi profonda fino alla prima metà dell'Ottocento, ridotta a quel tempo ad un semplice ospizio a Tangeri con tre frati. Nell'agosto del 1859 furono inviati in Marocco cinque nuovi missionari francescani che risollevarono la missione in quelle terre.
Alla fine del XIX secolo Tangeri divenne una sede vescovile titolare con il nome di Tingi, l'antico nome romano della città.
Il 14 aprile 1908 in forza del breve Romani Pontifices di papa Pio X la prefettura apostolica fu elevata a vicariato apostolico con dignità episcopale.
Il 2 luglio 1923 con il breve Quae catholico nomini di papa Pio XI ha ceduto la porzione del suo territorio governata dalla Francia a vantaggio dell'erezione del vicariato apostolico di Rabat (oggi arcidiocesi); il vicariato del Marocco veniva così a comporsi di due territori fra loro distanti ma entrambi sottomessi alla Spagna: l'area costiera settentrionale e la colonia di Ifni, nel sud-ovest del Marocco.
Il 5 luglio 1954 ha ceduto Ifni alla prefettura apostolica del Sahara spagnolo e di Ifni (oggi prefettura apostolica del Sahara Occidentale), contestualmente eretta.
Il 14 novembre 1956 in forza della bolla Qui Deo disponente di papa Pio XII il vicariato apostolico è stato elevato al rango di arcidiocesi e ha assunto il nome attuale. Contestualmente è stata soppressa la sede titolare.

## Cronotassi

### Vescovi di Tangeri
- Nunius Álvarez, O.S.B. † (1468 o 27 febbraio 1469 - 15 luglio 1491 deceduto)
- Diego de Ortiz de Vilhegas † (29 luglio 1491 - 3 maggio 1500 nominato vescovo di Ceuta)
- João Lobo † (4 maggio 1500 - 1508 deceduto)
- Nicolas Pedro Méndez † (4 marzo 1523 - 1542 deceduto)
- Gonçalo Pinheiro † (23 novembre 1542 - 27 giugno 1552 nominato vescovo di Viseu)
- Francisco Guaresma, O.F.M. † (15 dicembre 1557 - 1585 deceduto)
- Diego Corrêa de Souza † (15 luglio 1585 - 16 febbraio 1598 nominato vescovo di Portalegre)
- Hector Valladares † (11 marzo 1598 - 1600 deceduto)
- Geronimo de Gouvea, O.F.M. † (24 gennaio 1601 - 1602 dimesso)
- Agostinho Ribeiro † (27 agosto 1603 - 29 luglio 1613 nominato vescovo di Angra)
- Antonio de Aguilar † (21 ottobre 1613 - 1632 deceduto)
- Gonçalvo (Gonzalo) da Silva † (6 settembre 1632 - 16 febbraio 1649 deceduto)
  - João de Palma † (1647) (vescovo eletto)
  - João de Andrade † (1655) (vescovo eletto)
- Sede vacante (1645-1675)

### Prefetti e vicari apostolici
- Beato Juan de Prado, O.F.M. † (1630 - ? deceduto)
- Diego Ortega de Escacena, O.F.M. † (13 luglio 1693 - 1696 deceduto)
- José Antonio Sabaté, O.F.M. †
- Esteban Basarte, O.F.M. †
- Pedro López, O.F.M. †
- Miguel Cerezal, O.F.M. † (1859 - ?)
- José María Lerchundi, O.F.M. † (1877 - 9 marzo 1896 deceduto)
- Francisco María Cervera y Cervera, O.F.M. † (1896 - 26 marzo 1926 deceduto)
- José María Betanzos y Hormaechevarría, O.F.M. † (17 luglio 1926 - 27 dicembre 1948 deceduto)
- Francisco Aldegunde Dorrego, O.F.M. † (27 dicembre 1948 succeduto - 14 novembre 1956 nominato arcivescovo)

### Arcivescovi di Tangeri
- Francisco Aldegunde Dorrego, O.F.M. † (14 novembre 1956 - 17 dicembre 1973 ritirato)
- Carlos Amigo Vallejo, O.F.M. † (17 dicembre 1973 - 22 maggio 1982 nominato arcivescovo di Siviglia)
- José Antonio Peteiro Freire, O.F.M. † (2 luglio 1983 - 23 marzo 2005 dimesso)
  - Sede vacante (2005-2007)
- Santiago Agrelo Martínez, O.F.M. (11 aprile 2007 - 24 maggio 2019 ritirato)
  - Sede vacante (2019-2023)[2]
- Emilio Rocha Grande, O.F.M., dal 7 febbraio 2023

## Statistiche
L'arcidiocesi nel 2023 su una popolazione di 4.539.580 persone contava 3.000 battezzati, corrispondenti allo 0,1% del totale.
| anno | popolazione | popolazione | popolazione | presbiteri | presbiteri | presbiteri | presbiteri                | diaconi | religiosi | religiosi | parrocchie |
| anno | battezzati  | totale      | %           | numero     | secolari   | regolari   | battezzati per presbitero | diaconi | uomini    | donne     | parrocchie |
| ---- | ----------- | ----------- | ----------- | ---------- | ---------- | ---------- | ------------------------- | ------- | --------- | --------- | ---------- |
| 1950 | 113.164     | 760.500     | 14,9        | 72         | 22         | 50         | 1.571                     |         | 114       | 221       | 15         |
| 1970 | 25.036      | 1.550.131   | 1,6         | 47         | 2          | 45         | 532                       |         | 77        | 181       | 19         |
| 1980 | 9.750       | 2.072.000   | 0,5         | 25         |            | 25         | 390                       |         | 31        | 155       | 15         |
| 1990 | 4.400       | 2.506.250   | 0,2         | 15         |            | 15         | 293                       |         | 19        | 114       | 10         |
| 1999 | 3.000       | 4.000.000   | 0,1         | 10         | 2          | 8          | 300                       |         | 13        | 114       | 10         |
| 2000 | 2.000       | 4.002.100   | 0,0         | 9          | 2          | 7          | 222                       |         | 12        | 111       | 7          |
| 2001 | 2.064       | 4.100.000   | 0,1         | 12         | 2          | 10         | 172                       |         | 15        | 115       | 8          |
| 2002 | 1.681       | 4.100.000   | 0,0         | 10         | 2          | 8          | 168                       |         | 12        | 107       | 8          |
| 2003 | 2.150       | 4.200.000   | 0,1         | 12         | 2          | 10         | 179                       |         | 14        | 101       | 9          |
| 2004 | 2.510       | 4.200.000   | 0,1         | 9          | 2          | 7          | 278                       |         | 11        | 95        | 9          |
| 2007 | 3.300       | 4.330.000   | 0,1         | 10         | 2          | 8          | 330                       |         | 14        | 90        | 9          |
| 2010 | 2.019       | 4.000.000   | 0,1         | 10         | 3          | 7          | 201                       |         | 12        | 87        | 8          |
| 2014 | 2.500       | 4.175.000   | 0,1         | 13         |            | 13         | 192                       |         | 18        | 76        | 7          |
| 2017 | 3.000       | 4.325.500   | 0,1         | 15         |            | 15         | 200                       |         | 21        | 77        | 7          |
| 2020 | 3.000       | 4.463.500   | 0,1         | 12         |            | 12         | 250                       |         | 17        | 63        | 7          |
| 2022 | 2.990       | 4.496.422   | 0,1         | 15         |            | 15         | 199                       |         | 20        | 51        | 8          |
| 2023 | 3.000       | 4.539.580   | 0,1         | 14         |            | 14         | 214                       |         | 18        | 58        | 7          |